# Mont-près-Chambord
Mont-près-Chambord là một commune thuộc tỉnh Loir-et-Cher trong vùng Centre-Val de Loire miền trung nước Pháp.